# روب هالفرسون
روب هالفرسون (بالإنجليزية: Rob Halverson)‏ هو كاتب أغاني ومنتج أسطوانات أمريكي، ولد في 1963.

## وصلات خارجية
- روب هالفرسون على موقع IMDb (الإنجليزية)
- روب هالفرسون على موقع ميوزك برينز (الإنجليزية)